# Tshimganitia
Tshimganitia là một chi bướm đêm thuộc họ Geometridae.